# Галчян, Рубен Арамович
Рубен Арамович Галчян (арм. Ռուբեն Արամի Գալչյան, англ. Rouben Galichian; 30 ноября 1938, Тебриз, Иран) — британский картограф и географ, специализирующийся на исторических картах Армении и региона Южного Кавказа.
Член Международного общества коллекционеров карт, член Института инженеров по электротехнике и электронике. Почётный доктор НАН РА.
Его книга «Исторические карты Армении. Картографическое наследие» (2004 г.), в которой представлена коллекция карт мира и карт Кавказа за период 2600 лет стала бестселлером в 2005 году.
Его статьи публиковались в различных картографических журналах, периодических изданиях, в том числе Imago Mundi и IMCoS Journal.
Он читал лекции в университетах Оксфорда, Кембриджа, Еревана и других городов, таких как Бостон, Провиденс, Сан-Франциско, Париж, Тегеран, Лос-Анджелес, Каир.

## Биография
Родился в семье армян, бежавших из Вана в 1915 году, спасаясь от геноцида и прибывшая в Иран.
После учебы в школе в Тегеране Рубен Галчян получил стипендию для обучения в Великобритании и окончил с отличием первую степень по электротехнике Астонского университета в Бирмингеме в 1963 году.
После возвращения в Иран он работал в иранской нефтегазовой отрасли сначала инженером, а затем руководителем различных трубопроводных проектов. Он также активно занимался проектированием систем освещения, электрооборудования и связи для высотных зданий, университетских и студенческих комплексов.
С 1973 года он был техническим директором крупной консалтинговой инжиниринговой фирмы «Борнаа», позже переименованной в «Нарган» в Иране.
С 1981 по 2000 год он был директором проекта в инженерной фирме Halcrow-Balfours в Великобритании, совершенствуя критерии и методы проектирования, а затем работал консультантом в нефтегазовой и нефтехимической промышленности.
С 2000 по 2005 год он был представителем иранской компании Nargan Engineering во французской компании Technip.
Интерес Рубена к географии и картографии зародился еще в школьные годы, но серьезно изучать этот предмет он начал с 1970-х годов. В 1976 году он заложил основу своей коллекции карт, которую в 2013 году передал в дар Матенадарану в Ереване.
В 1981 году он вместе с семьей переехал в Лондон, где имел доступ к огромному количеству старых карт и других картографических материалов.
По его словам, он видел десятки тысяч карт региона Южного Кавказа и ни на каких из них до 1918 года не существовало государства Азербайджан:
Но ни на каких других картах до 1918г. на территории к северу от Аракса названия «Азербайджан» не существует. Единственное, что есть, — иранская провинция Атрпатакан
15 сентября 2017 года в Матенадаране в Ереване состоялась презентация армянского издания книги «История армянской картографии до 1918 года» Рубена Галчяна. Работа содержит переиздание всех карт Армении, составленных или изданных до 1918 года. Исполняющий обязанности директора Матенадарана Ваан Тер-Гевондян отметил уникальную историческую ценность книги и заявил, что новая работа Галчяна является достижением в области армянских исторических исследований. А директор Института истории НАН РА А.Мелконян высоко оценил огромный труд Галчяна.

### Избранные публикации
- Его первая книга под названием «Исторические карты Армении: картографическое наследие» (IB Tauris, London & New York, 2004) содержала коллекцию карт мира и карт Армении за период в 2600 лет, какими их видели различные картографы. Книга стала бестселлером в своем роде, а в следующем году в Армении была издана расширенная версия книги (на русском и армянском языках; Printinfo Art Books, 2005);
- Его третья книга «Страны юга Кавказа на средневековых картах: Армения, Грузия и Азербайджан» (Институт Комитаса[англ.], Лондон, 2007) предоставляет основную историко-географическую информацию об этом регионе. Книга содержит 82 средневековые карты и 26 подробных карт, составляющих значительную часть мирового картографического наследия, начиная с биографических подробностей их авторов и их источников, дополненных картографо-географическим анализом всего содержания карт, особенно в отношении того, как представлены Армения, Грузия и Азербайджан на этих картах;
- Его четвертая книга «Изобретение истории: Азербайджан, Армения и демонстрация воображения» (Институт Комитаса[англ.], Лондон и Printinfo Art Books, Ереван, апрель 2009 г.), документирует родословную и культуру Армении и армян на протяжении веков, которую Азербайджан фальсифицирует, оспаривает и присваивает. Книга была издана на армянском, русском и английском языках;
- Одна из его последних книг – «Столкновение историй на Южном Кавказе». Перерисовка карт Азербайджана, Армении и Ирана» (Bennett & Bloom, 2012), в которой разоблачаются исторические и культурные искажения Азербайджана, представляя правду, раскрытую в различных документах. Книга также издана на русском (2013 г.) и персидском (2015 г.) языках.

Помимо вышеупомянутых книг, Галчян является автором множества статей по картографии и смежным темам, написанных для различных периодических изданий и журналов.

## Награды
- Почетный консул Посольства РА в Великобритании;
- Почетный гражданин Ванадзора;
- Медаль Мовсеса Хоренаци (16 сентября 2013 года, Армения) — по случаю 22-й годовщины провозглашения независимости Республики Армения для награждения за вклад, внесенный в укрепление связей Родина-диаспора, а также в области сохранения Армении[7];
- Медаль Католикоса Вазгена Первого[2].